# Malam Bacai Sanhá
Malam Bacai Sanhá (ur. 5 maja 1947 w Darsalame, zm. 9 stycznia 2012 w Paryżu) – polityk, prezydent Gwinei Bissau od 14 maja 1999 do 17 lutego 2000. Wybrany ponownie na stanowisko szefa państwa w wyborach prezydenckich w lipcu 2009. Urząd objął 8 września 2009, zajmował go do śmierci 9 stycznia 2012.

## Życiorys
Malam Bacai Sanhá urodził się w 1947 w Dar Salam w regionie Quinara. Studiował nauki w Szkole Wyższej Karola Marksa w Lipsku, NRD. Następnie zajmował liczne stanowiska w strukturach PAIGC (Partido Africano da Independência da Guiné e Cabo Verde), Afrykańskiej Partii Niepodległości Gwinei i Zielonego Przylądka oraz w administracji państwowej. 
W latach 1975–1976 był członkiem Biura Politycznego PAIGC. Od 1986 do 1990 pełnił funkcję gubernatora regionu Gabú, a w latach 1991-1992 przewodniczącego Związku Pracowników (UNTG). Od 1989 do 1994 zajmował stanowisko ministra ds. regionu wschodniego, a następnie ministra informacji (1992-1994) oraz ministra reformy administracyjnej i pracy (1994-1998). W 1999 objął urząd przewodniczącego Narodowego Zgromadzenia Ludowego (parlamentu). 
Po usunięciu ze stanowiska prezydenta João Bernardo Vieirę w maju 1999 w wyniku zamachu stanu, jako przewodniczący parlamentu 14 maja 1999 objął stanowisko tymczasowego prezydenta kraju. Wziął udział w wyborach prezydenckich w listopadzie 1999 jako kandydat PAIGC. W pierwszej turze wyborów 28 listopada 1999 zajął drugie miejsce z wynikiem 23,4% głosów. W drugiej turze wyborów 16 stycznia 2000 przegrał z Kumbą Ialą, uzyskując tylko 28% głosów. 17 lutego 2000 Iala został nowym prezydentem Gwinei Bissau.
Po raz drugi wziął udział wyborach prezydenckich w czerwcu 2005, zorganizowanych po zamachu wojskowym z września 2003. W pierwszej turze głosowania 19 czerwca 2005 odniósł zwycięstwo, zdobywając 35,5% głosów i pokonał João Bernardo Vieirę (28,9%). W drugiej turze wyborów 24 lipca 2005 zajął jednakże drugie miejsce z wynikiem 47,65% głosów. Vieira, który zdobył 52,35% głosów, otrzymał wówczas poparcie od trzeciego z kandydatów, Kumby Iali.
W lipcu 2008 wziął udział w wyborach na przewodniczącego PAIGC. Na kongresie partii zdobył 355 głosów poparcia i przegrał z Carlosem Gomesem Júniorem, którego poparło 578 delegatów. 

## Prezydent 2009-2012
Po zabójstwie prezydenta João Bernardo Vieiry w marcu 2009, wziął udział w wyborach prezydenckich. 25 kwietnia 2009 został wybrany oficjalnym kandydatem PAIGC. W wewnętrznym głosowaniu pokonał przewodniczącego parlamentu Raimundo Pereirę. W pierwszej turze wyborów 28 czerwca 2009, Sanhá zajął pierwsze miejsce, zdobywając 39,59% głosów. Pokonał Kumba Ialę (29,42%) oraz Henrique'a Rosę (24,19%). W drugiej turze wyborów 26 lipca 2009 Sanhá odniósł zwycięstwo nad Ialą, zdobywając 63,52% głosów poparcia. Jego rywal zaakceptował wyniki głosowania, a międzynarodowi obserwatorzy nie dopatrzyli się żadnych poważnych nieprawidłowości.
8 września 2009 Sanhá został oficjalnie zaprzysiężony na stanowisku prezydenta. W ceremonii na Stadionie Narodowym 24 Września w Bissau wzięło udział kilku afrykańskich przywódców, w tym prezydenci: Senegalu - Abdoulaye Wade, Gambii - Yahya Jammeh, Burkina Faso - Blaise Compaoré, Nigerii - Umaru Yar’Adua oraz Republiki Zielonego Przylądka - Pedro Pires. Prezydent Sanhá, przemawiając do zgromadzonych, zobowiązał się do zbadania okoliczności zabójstwa prezydenta Vieiry oraz generała Batisty Tagme Na Waie. Zapowiedział przywrócenie pokoju i stabilności w kraju, reformę wojska, wzmocnienie gospodarki oraz zakończenie długoletnich konfliktów wewnątrzpaństwowych. Dzień swojej inauguracji określił mianem „punktu zwrotnego w historii Gwinei Bissau”.
Od początku kadencji u prezydenta Sanhy występowały kłopoty ze zdrowiem. Z tego powodu był wielokrotnie hospitalizowany w kraju i za granicą, a także zmieniał bądź odwoływał część ze swoich wizyt i spotkań. Zdaniem komentatorów prasowych prezydent cierpiał na cukrzycę, jednakże jego biuro udzielało w tym zakresie jedynie bardzo ogólnych wyjaśnień, w większości informując, że pobyt w szpitalu ma charakter rutynowych i okresowych badań medycznych. Już w sierpniu 2009 spędził trzy tygodnie w szpitalu w Dakarze. Na początku grudnia 2009 odwołał wizytę w Portugalii i został ponownie hospitalizowany w Dakarze, a następnie w Paryżu, by ostatecznie przejść rekonwalescencję na Wyspach Kanaryjskich. Do kraju powrócił pod koniec 2009. W styczniu 2010 przeszedł badania medyczne w Paryżu, pod koniec października został hospitalizowany w Dakarze, gdzie przebywał do początku listopada. Na początku grudnia 2010 udał ponownie się na badania do Paryża. Pod koniec sierpnia 2011 został po raz kolejny hospitalizowany w Dakarze. 
Pod koniec listopada 2011 prezydent Sanha raz jeszcze został przewieziony do szpitala w Dakarze. Natomiast na początku grudnia 2011 został umieszczony na oddziale intensywnej terapii w szpitalu Val-de-Grâce w Paryżu. W mediach pojawiły się wówczas informacje o jego „poważnej chorobie”, w tym wprowadzeniu go w stan śpiączki farmakologicznej. 
26 grudnia 2011, w czasie nieobecności prezydenta w kraju, w Bissau doszło do próby zamachu stanu, kiedy część wojsk pod dowództwem kontradmirała Jose Americo Bubo Na Tchuto wszczęła bunt i wyszła na ulice stolicy, zmuszając premiera Carlosa Gomesa Júniora do szukania schronienia w ambasadzie Angoli. W wyniku walk w mieście zginął jeden żołnierz, a ponad 30 zostało aresztowanych, w tym kontradmirał Na Tchuto. Nie była to jedyna próba zamachu stanu w Gwinei Bissau w czasie prezydentury Sanhy. 1 kwietnia 2010 generał Antonio Indjai przejął na kontrolę nad dowództwem armii i na krótko uwięził szefa sztabu generalnego oraz premiera Gomesa Júniora. Jednak na skutek protestów społecznych i braku poparcia w szeregach wojska, ostatecznie zaprzestał buntu. 
9 stycznia 2012 Malam Bacai Sanhá zmarł w szpitalu Val-de-Grâce w Paryżu. Obowiązki szefa państwa przejął na mocy konstytucji przewodniczący Narodowego Zgromadzenia Ludowego, Raimundo Pereira, zobowiązany zgodnie z prawem do organizacji nowych wyborów prezydenckich w ciągu 90 dni od opróżnienia urzędu prezydenta. 14 stycznia 2012 ciało prezydenta zostało sprowadzone do kraju, następnego dnia odbyła się jego ceremonia pogrzebowa.